# Glaube und Macht – Sachsen im Europa der Reformationszeit

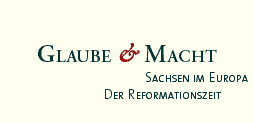
Logo der Ausstellung

Glaube und Macht – Sachsen im Europa der Reformationszeit war die 2. Sächsische Landesausstellung. Sie fand vom 24. Mai bis zum 10. Oktober 2004 in Torgau statt und wurde von über 200.000 Menschen besucht.

## Thema
Das Thema der Ausstellung war die Reformationszeit, während der das Kurfürstentum Sachsen eine zentrale Rolle in Europa spielte. Geschützt von den sächsischen Kurfürsten, die sich gegenüber dem Kaiser Karl V. zu behaupten versuchten, konnte Martin Luther seine Kirchenreform propagieren, die schließlich zur Spaltung der Kirche und zur Anerkennung des evangelischen Bekenntnisses führte. Neben den politischen und religionsgeschichtlichen Entwicklungen stand auch die Architektur, Musik und Malerei dieser Zeit, darunter Kunstwerke von Lucas Cranach und Albrecht Dürer, im Fokus der Ausstellung, außerdem technische Errungenschaften wie frühe Erzeugnisse des Buchdruckes.

## Ausstellungsort

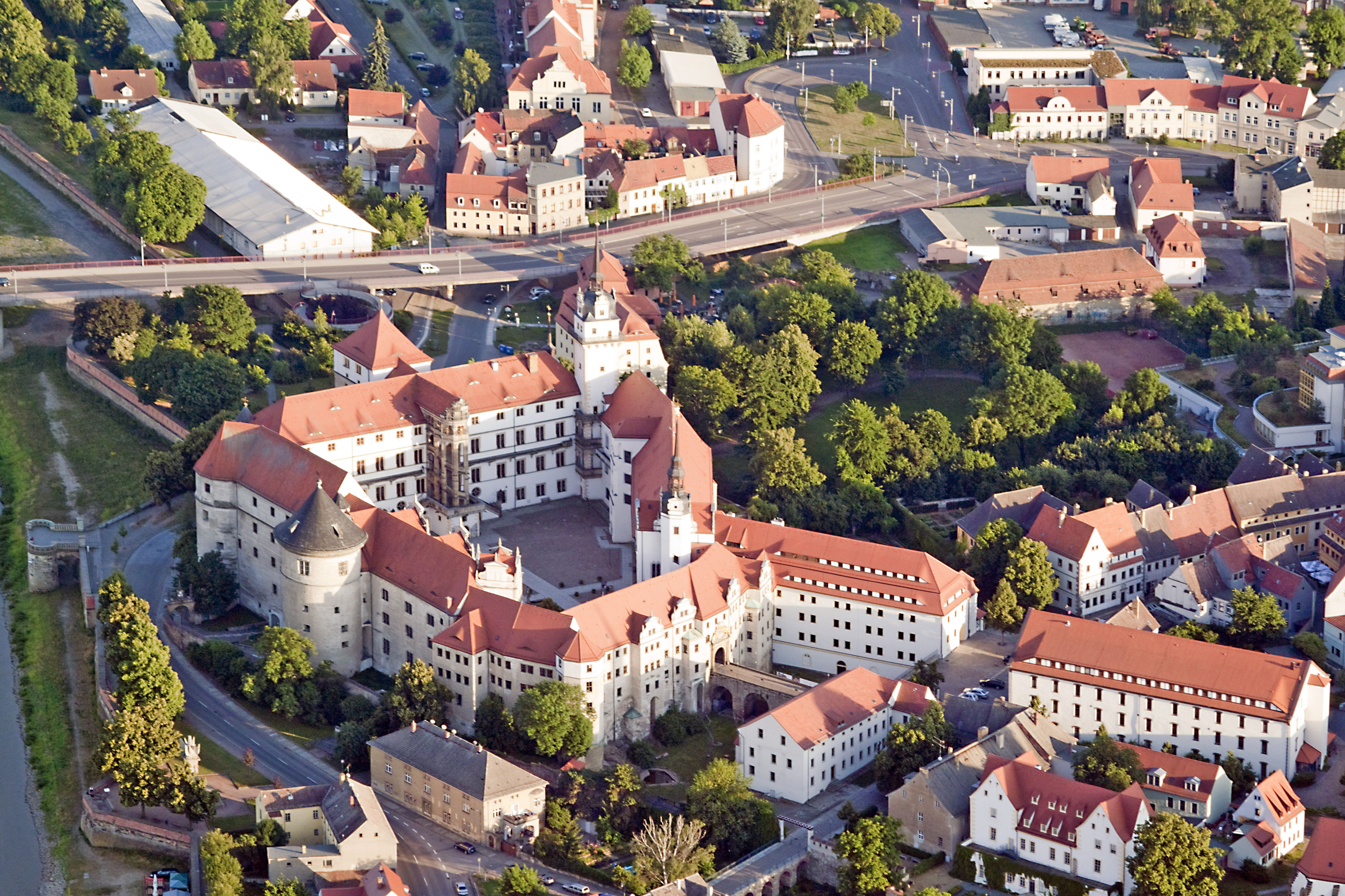
Schloss Hartenfels in Torgau

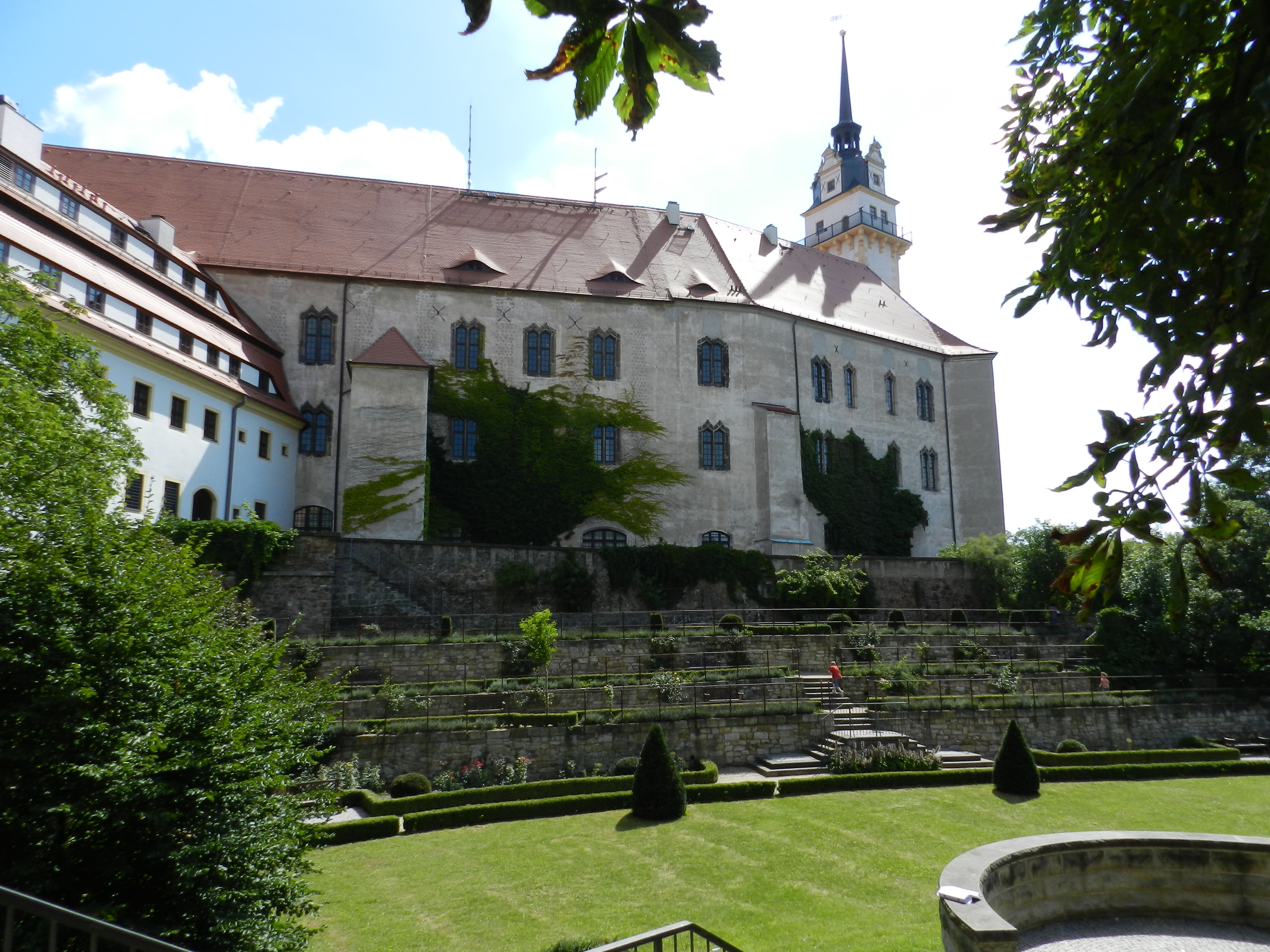
Rosengarten des Schlosses mit dem dahinter befindlichen Albrechtsbau (Bildmitte)

Die Ausstellung war auf drei Gebäude verteilt, die alle in historischem Bezug zum Thema der Landesausstellung stehen: das Schloss Hartenfels, die Torgauer Schlosskapelle, die im Jahr 1544 als einer der ersten protestantischen Kirchenneubauten von Martin Luther persönlich eingeweiht wurde, und die Kurfürstliche Kanzlei, in der sich in der Reformationszeit die Verwaltungszentrale Sachsens befand. Der spätgotische Albrechtsbau, der älteste Teil des Schlosses Hartenfels, wurde eigens zu diesem Anlass saniert und modernisiert.

## Organisation und wissenschaftliche Betreuung
Konzipiert und realisiert wurde die Landesausstellung durch die Staatlichen Kunstsammlungen Dresden und stand unter der Schirmherrschaft des damaligen sächsischen Ministerpräsidenten Georg Milbradt.
Der wissenschaftliche Beirat bestand aus:
- Johannes Burkhardt, Historiker
- Reiner Groß, Historiker
- Hans John, Musikwissenschaftler
- Heinrich Magirius, Bauhistoriker
- Reiner Pommerin, Historiker
- Günther Wartenberg, Theologe
- Enno Bünz, Historiker

## Publikationen
Der Katalog umfasst drei Teile: einen einführenden Band mit einer Besprechung aller Ausstellungsstücke, der sich an das breite Publikum richtete, einen wissenschaftlichen Aufsatzband, in dem Einzelaspekte aus den Fachgebieten Geschichte, Kunstgeschichte und Musikwissenschaft und Theologie vertieft werden, und den Kunst- und Architekturführer „Torgau, Stadt der Renaissance“. Begleitend erschien die CD „Fides et potestas: Musik zur 2. Sächsischen Landesausstellung ‚Glaube & Macht‘“.
- Glaube & Macht. Katalog. Dresden, Sandstein 2004, ISBN 3-937602-09-7.
- Glaube & Macht. Aufsätze. Dresden, Sandstein 2004, ISBN 3-937602-07-0.
- Torgau, Stadt der Renaissance. Dresden, Sandstein 2004, ISBN 3-930382-96-2.